# 1965 у Миколаєві
| Роки в Миколаєві ← • 1901 • 1902 • 1903 • 1904 • 1905 • 1906 • 1907 • 1908 • 1909 • 1910 • 1911 • 1912 • 1913 • 1914 • 1915 • 1916 • 1917 • 1918 • 1919 • 1920 • 1921 • 1922 • 1923 • 1924 • 1925 • 1926 • 1927 • 1928 • 1929 • 1930 • 1931 • 1932 • 1933 • 1934 • 1935 • 1936 • 1937 • 1938 • 1939 • 1940 • 1941 • 1942 • 1943 • 1944 • 1945 • 1946 • 1947 • 1948 • 1949 • 1950 • 1951 • 1952 • 1953 • 1954 • 1955 • 1956 • 1957 • 1958 • 1959 • 1960 • 1961 • 1962 • 1963 • 1964 • 1965 • 1966 • 1967 • 1968 • 1969 • 1970 • 1971 • 1972 • 1973 • 1974 • 1975 • 1976 • 1977 • 1978 • 1979 • 1980 • 1981 • 1982 • 1983 • 1984 • 1985 • 1986 • 1987 • 1988 • 1989 • 1990 • 1991 • 1992 • 1993 • 1994 • 1995 • 1996 • 1997 • 1998 • 1999 • 2000 • → |

1965 у Миколаєві — список важливих подій, що відбулись у 1965 році в Миколаєві. Також подано перелік відомих осіб, пов'язаних з містом, що народились або померли цього року, отримали почесні звання від міста.

## Події

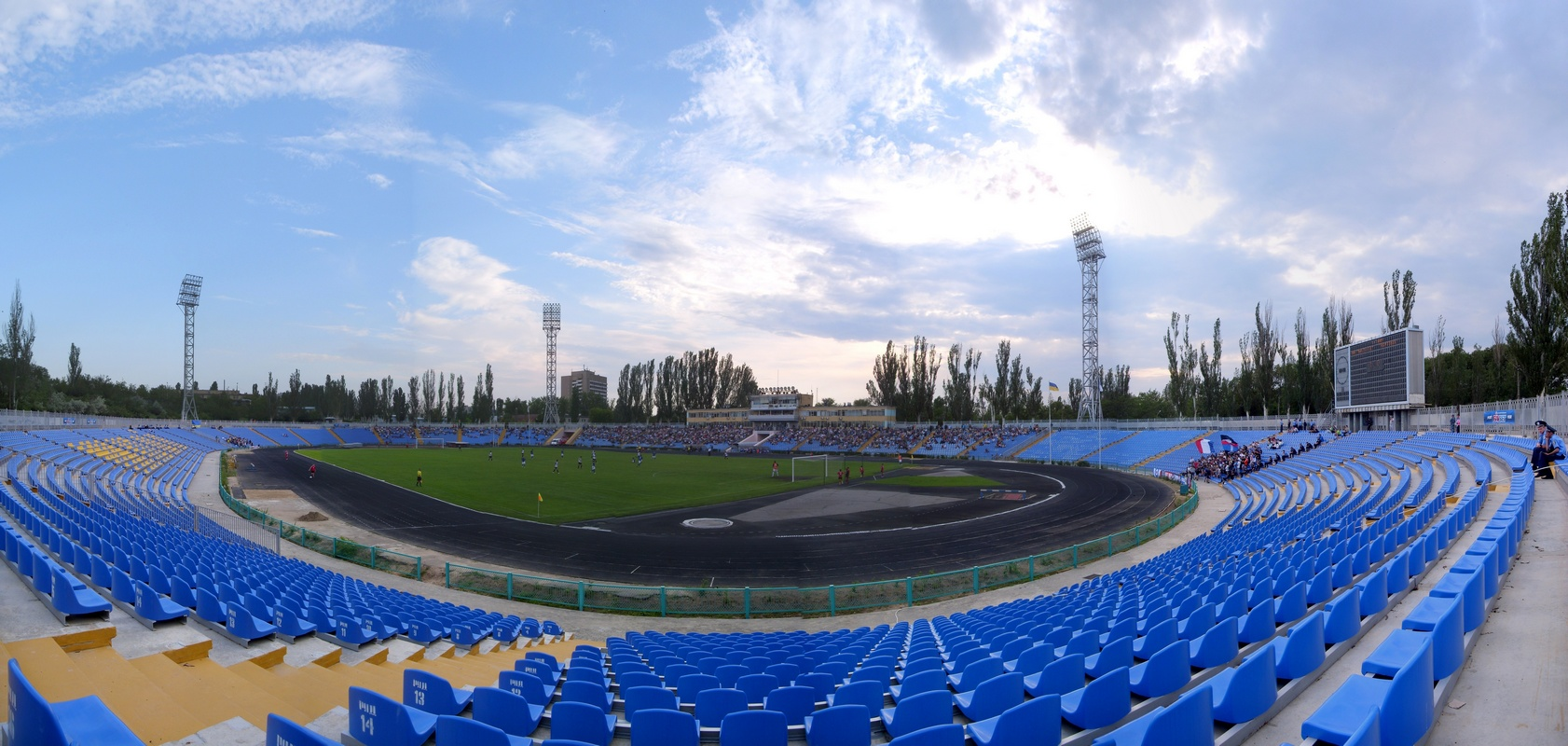
Центральний міський стадіон у Миколаєві

- 14 січня на Суднобудівному заводі ім. І. І. Носенко спущено на воду протичовновий крейсер проєкту 1123 (шифр «Кондор», англ. Moskva class за класифікацією НАТО), відомих також як крейсери-вертольотоносці. Головний корабель серії.
- 26 вересня під назвою «Суднобудівник» урочисто відкрито Центральний міський стадіон у Миколаєві.
- На місці, де підпільна розвідувальна група Віктора Лягіна проводила диверсії у 1941—1942 роках (нині територія парку «Народний сад») встановлено пам'ятний знак.
- На центральній алеї парку Перемоги встановлено пам'ятний камінь з меморіальною дошкою на честь подвигу розвідника Олександра Сидорчука, що 10 березня 1942 року провів диверсію на німецькому аеродромі, що розташовувався на місці сучасного парку.
- Починається основне будівництво Миколаївського річкового порту.
- Заснований порт-пункт Миколаївського морського торговельного порту, який 1993 року виділений в окремий спеціалізований морський порт «Октябрьск».

## Особи

### Очільники
- Голова виконавчого комітету Миколаївської міської ради — Яні Григорій Петрович.
- 1-й секретар Миколаївського міського комітету КПУ — Васляєв Володимир Олександрович.

### Почесні громадяни
- У 1965 році звання Почесного громадянина Миколаєва не присвоювалось.

### Народились
- Артим Ольга Марківна (нар. 23 липня 1965, Миколаїв) — український живописець, член Миколаївської обласної організації Національної спілки художників України.
- Вікторія Платова (справжнє ім'я Вікторія Євгенівна Соломатіна; нар. 11 січня 1965, Миколаїв) — російська письменниця, автор гостросюжетних романів.
- Гавриш Валерій Іванович (нар. 22 січня 1965, Чирчик, Ташкентська область, Узбецька РСР) — український вчений у галузі ефективного використання енергетичних ресурсів у сільському господарстві, доктор економічних наук (2009), професор Миколаївського національного аграрного університету.
- Гордієнко Олександр Леонідович (нар. 1965, Миколаїв) — радянський та російський волейболіст, гравець збірної СРСР. Зв'язуючий. заслужений майстер спорту Росії.
- Ліфанов Ігор Романович (нар. 25 грудня 1965, Миколаїв) — російський актор театру і кіно.
- Меладзе Валерій Шотайович (нар. 23 червня 1965, Батумі, Грузинська РСР) — радянський та російський співак, продюсер грузинського походження. Заслужений артист Росії. Випускник Миколаївського кораблебудівного інституту.
- Москаленко Володимир Михайлович (23 серпня 1965) — майстер спорту України; тренер із дзюдо та самбо. Директор Миколаївської дитячо-юнацької спортивної школи «Динамо».
- Писарук Олександр Володимирович (нар. 11 травня 1965) — колишній перший заступник голови Національного банку України. Випускник Миколаївського кораблебудівного інституту.
- Рожков Ігор Миколайович (нар. 23 квітня 1965) — український учений-біолог. Доктор біологічних наук, професор Миколаївського державного університету ім. В. О. Сухомлинського. Академік АН ВШ України
- Якубовський Олег Іванович (нар. 8 жовтня 1965, Миколаїв) — український колекціонер, реставратор, підприємець. Власник і директор «Музею Якубовських» у Києві.

### Померли
- Евальд Оперман (нім. Ewald Oppermann; 25 лютого 1896 — 29 січня 1965) — державний і військовий діяч Третього Рейху, генеральний комісар Генеральної округи Миколаїв Райхскомісаріату Україна, групенфюрер НСФК та полковник резерву.
- Семенов Леонід Іванович (1878, село Чекан, Бугульманський повіт, Самарська губернія — 1965) — астроном, директор Миколаївської астрономічної обсерваторії.
- Сердюк Олександр Петрович (нар. 1906, Миколаїв, Російська імперія — пом. лютий 1965, Москва, СРСР) — радянський футболіст, нападник, згодом футбольний тренер, що працював з миколаївськими клубами.
- Токарєва Марія Олександрівна (25 березня (6) квітня 1894 року, Миколаїв — 25 січня 1965, Свердловськ) — російська і радянська театральна актриса, народна артистка РРФСР.